# Cryptotis squamipes
Cryptotis squamipes är en däggdjursart som först beskrevs av J. A. Allen 1912.  Cryptotis squamipes ingår i släktet pygménäbbmöss, och familjen näbbmöss. IUCN kategoriserar arten globalt som livskraftig. Inga underarter finns listade i Catalogue of Life.
Arten är en av de större i släktet. Den absoluta längden, inklusive svans, är vanligen större än 106 mm. Pälsen har på ryggen och undersidan en brun- till svartaktig färg.
Denna näbbmus lever i Anderna i södra Colombia och Ecuador. Den vistas i regioner som ligger cirka 2650 meter över havet. Habitatet utgörs främst av skogar. Arten iakttogs även på gräsmark nära trädodlingar.